# Pentylgroep
Een pentylgroep is in de organische chemie een functionele groep, bestaande uit 5 koolstofatomen en 11 waterstofatomen. Het is de vijfde in de rij van alkylgroepen. Om de functionele groep aan te duiden worden diverse notaties gebruikt (in het geval van de lineaire functionele groep n-pentyl):
- –C5H11
- –CH2CH2CH2CH2CH3
- –(CH2)4CH3

De naam van de groep is gebaseerd op het feit dat er vijf koolstofatomen in voorkomen, net als in pentaan. Het prefix pent- is afgeleid uit het Griekse penta, dat vijf betekent.

## Isomerie
Er bestaan talrijke isomeren van de pentylgroep, afhankelijk van het aanknopingspunt en de vertakkingen (de cyclische derivaten, zoals de cyclopentylgroep of de methylcyclobutylgroep, zijn niet afgebeeld):

Mogelijke (niet-cyclische) isomeren van de pentylgroep:
- Bovenste rij: n-pentylgroep (amylgroep), 2-pentylgroep (sec-pentylgroep) en 3-pentylgroep
- Middelste rij: 2-methylbutylgroep, 3-methylbutylgroep (iso-pentylgroep), 3-methylbut-2-ylgroep en 2-methylbut-2-ylgroep
- Onderste rij: 2,2-dimethylpropylgroep (neo-pentylgroep)